# Dasineura callitridis
Dasineura callitridis är en tvåvingeart som beskrevs av Peter Kolesik 2000. Dasineura callitridis ingår i släktet Dasineura och familjen gallmyggor. Inga underarter finns listade i Catalogue of Life.